# George Carlin
George Carlin (rojen George Denis Patrick Carlin), ameriški stand-up komik, satirik, igralec in pisec, * 12. maj 1937, New York City, New York, ZDA, † 22. junij 2008, Santa Monica, California, ZDA.
George Carlin je bil v stand-up komediji aktiven več kot petdeset let. V svojih nastopih je govoril predvsem o družbi, jeziku in vsakdanjem življenju. Za svoje albume je prejel pet nagrad grammy. Carlin je eden najbolj priljubljenih in najvplivnejših komikov vseh časov.